# Wings (banda)
Wings (também conhecida por Paul McCartney & Wings) foi uma banda de rock formada em 1971 pelo ex-beatle Paul McCartney, que permaneceu em atividade até 1981. A banda atingiu bastante sucesso, embora tenha mudado constantemente de integrantes. Somente três integrantes permaneceram do início ao fim: Paul McCartney, sua esposa Linda McCartney e Denny Laine.

## História

### 1970 e 1971: O Começo
Logo após o fim dos Beatles, Paul McCartney lançou seu primeiro álbum solo somente com a participação de sua mulher, Linda, nos vocais. No segundo álbum solo de Paul, houve a participação de outros musicos entre eles o baterista Denny Seweill.
Em agosto de 1971, Paul resolveu formar uma nova banda de rock. Ele chamou o baterista Denny Seweill e o guitarrista Denny Laine (ex-Moody Blues) para juntar-se a ele e a mulher. Segundo Paul, o nome da banda surgiu após o nascimento complicado de sua segunda filha, Stella McCartney.
Os Wings lançaram seu primeiro trabalho ainda em 1971, Wild Life. Para recriar o clima de uma gravação ao vivo, os Wings lançaram as músicas sem fazer muitos takes, o que acabou desagradando aos críticos por considerar o álbum fraco.

### 1972-1974: Primeiros Sucessos e Mudanças no Grupo
Em 1972, os Wings apresentaram-se pela primeira vez ao vivo em algumas universidades inglesas e na Escócia. Lançaram compactos com as canções "C Moon", "Give Ireland Back to the Irish", "Mary Had a Little Lamb" e "Hi, Hi, Hi".
Em 1972, lançou-se o álbum Red Rose Speedway com mais um integrante na banda, o guitarrista Henry McCullough, e o grupo se tornou um quinteto. O álbum trouxe ao Wings seu primeiro hit de grande sucesso, a balada "My Love", sendo o disco aclamado por críticos e pelo público[carece de fontes?], alcançando o primeiro lugar nas paradas americanas[carece de fontes?]. No mesmo ano, os Wings lançaram a canção "Live and Let Die" tendo o ex-produtor dos álbuns dos Beatles à frente, George Martin. A canção foi composta especialmente para ser tema do novo filme do agente 007, James Bond, Live and Let Die (br: Viva e Deixe Morrer)[carece de fontes?]. A música foi indicada ao Oscar.[carece de fontes?]
Após uma turnê pelo Reino Unido, os Wings gravaram o álbum seguinte na Nigéria, e durante as gravações Denny Seiwell e Henry McCullough largaram o grupo[carece de fontes?]. Como trio, os Wings lançaram o seu álbum de maior sucesso, Band on the Run ainda em 1973. O álbum foi eleito o disco do ano[carece de fontes?]. Atingiu o topo das paradas de sucesso, agradando a críticos e fãs.[carece de fontes?]
Em 1974 os Wings, com os integrantes Jimmy McCulloch na guitarra e Geoff Britton na bateria, lançaram em compacto a canção de sucesso "Junior's Farm". Foi o último lançamento do Wings pela Apple Records.[carece de fontes?]
O álbum seguinte, Venus and Mars, foi o primeiro álbum a ser lançado pela MPL Communications (ou "McCartney Productions Limited"), companhia de Paul McCartney.[carece de fontes?] O álbum começou a ser gravado em Londres, mas as gravações mudaram para New Orleans, pois Geoff Britton largou a banda e foi substituído por Joe English.[carece de fontes?] O álbum seguiu o estilo do anterior, e embora tenha atingido grande sucesso não causou tanto impacto como Band on the Run.

### 1976-1978: Sucesso Internacional
Após alguns shows na Austrália que fez parte da tournê chamada Wings Over the World Tour, os Wings gravaram seu quinto álbum, Wings at the Speed of Sound, em 1976. Em Wings at the Speed of Sound, Paul responde à canção "How Do You Sleep?" que John Lennon lançou em seu disco (Imagine) de 1971. Na canção, John acusou Paul de ser um cantor só de canções tolas e românticas, entre outras coisas. Paul respondeu em seu disco com a canção "Silly Love Songs".
A turnê pelos Estados Unidos, começada em 1975, que só acabou em 1976 acabou sendo registrada no álbum de 1976, Wings Over America. Posteriormente, em 1980, foi lançado o vídeo Rockshow com o show de Seattle da mesma turnê.[carece de fontes?]
Após a turnê mundial, os Wings fizeram uma pausa na carreira, influenciada também pela gravidez de Linda McCartney. A relação de Jimmy McCulloch com o resto da banda havia se deteriorado muito nos últimos meses, com diversas discussões entre os integrantes.[carece de fontes?] No final de agosto, então, o grupo voltou à ativa. Certa noite, McCulloch decidiu usar uma arma ilegal que tinha escondido e chegou próximo ao quarto do casal Paul e Linda McCartney, ambos dormindo. Antes de puxar o gatilho, ele mudou de ideia e começou a pensar em cometer suicídio, mas ouviu um barulho na estrada e desistiu. O guitarrista abandonou a banda logo em seguida, pouco antes de Joe English anunciar sua saída.
No final de 1977, os Wings lançaram a canção "Mull Of Kintyre", que trouxe o som de gaita de foles e tornou-se um dos maiores sucessos do grupo, tornando-se o compacto mais vendido na Inglaterra, só sendo superado mais tarde por "Bohemian Rhapsody", do grupo Queen.[carece de fontes?]
Em 1978 como trio, a banda lançou o álbum London Town. Foi o álbum mais vendido da banda que trouxe o sucesso "With A Little Luck".[carece de fontes?]

### 1979-1981: Final da banda
No ano seguinte, a banda lançou o álbum Back to the Egg com dois novos integrantes, Laurence Juber na guitarra e Steve Holly na bateria.[carece de fontes?] A canção "Rockestra Theme" contou com a participação de alguns astros do rock, entre eles Pete Townshend (The Who), David Gilmour (Pink Floyd), John Paul Jones e John Bonham (Led Zeppelin).[carece de fontes?]
Em 1979 Paul McCartney organizou espetáculos em ajuda ao UNICEF e aos refugiados do Camboja (Concerts for the People of Kampuchea). Participaram dos espetáculos, em Londres, os Wings, Queen, The Who, Pretenders, The Clash e Elvis Costello entre outros. Logo após, o grupo partiu em uma turnê ao Japão, onde Paul McCartney foi preso ao desembarcar no aeroporto por porte de maconha. Ele ficou preso por nove dias antes de ser deportado do país. O incidente marcou o fim dos Wings.

## Formações
| 1971–1972 | 1972–1973 | 1973–1974 |  |
| --- | --- | --- |  |
| - Paul McCartney: vocal, baixo, piano - Linda McCartney: vocal, teclado - Denny Laine: vocal, guitarra - Denny Seiwell: bateria                                          | - Paul McCartney: vocal, baixo, piano - Linda McCartney: vocal, teclado - Denny Laine: vocal, guitarra - Henry McCullough: vocal, guitarra - Denny Seiwell: bateria     | - Paul McCartney: vocal, baixo, piano, bateria - Linda McCartney: vocal, teclado - Denny Laine: vocal, guitarra |  |
| 1974–1975 | 1975–1977 | 1977–1978 |  |
| - Paul McCartney: vocal, baixo, piano - Linda McCartney: vocal, teclado - Denny Laine: vocal, guitarra - Jimmy McCulloch: vocal, guitarra - Geoff Britton: bateria       | - Paul McCartney: vocal, baixo, piano - Linda McCartney: vocal, teclado - Denny Laine: vocal, guitarra - Jimmy McCulloch: vocal, guitarra - Joe English: vocal, bateria | - Paul McCartney: vocal, baixo, piano, bateria - Linda McCartney: vocal, teclado - Denny Laine: vocal, guitarra |  |
| 1978–1981 | | |  |
| - Paul McCartney: vocal, baixo, piano, bateria - Linda McCartney: vocal, teclado - Denny Laine: vocal, guitarra - Laurence Juber: vocal, guitarra - Steve Holly: bateria | | |  |

## Discografia
- Wild Life (1971)
- Red Rose Speedway (1973)
- Band on the Run (1973)
- Venus and Mars (1975)
- Wings at the Speed of Sound (1976)
- Wings Over America (1976)
- London Town (1978)
- Wings Greatest (1978)
- Back to the Egg (1979)
- Concerts for the People of Kampuchea (1981)
- Band on the Run: 25th Anniversary Edition (1999)
- Wingspan - Hits & History Compilation (2001)

## Videografia
- 1976: Rockshow
- 2001: Wingspan (documentário)

## Páginas
- Wings Over Brazil - Fan Site Brasileiro
- Paul McCartney - Oficial - http://www.paulmccartney.com